# Pugačov (město)
Pugačov (rusky Пугачёв) je město v Saratovské oblasti v Ruské federaci. Při sčítání lidu v roce 2010 mělo bezmála dvaačtyřicet tisíc obyvatel.

## Poloha
Pugačov leží na severovýchodě Saratovské oblasti na Velkém Irgizu. Od Saratova, správního střediska celé oblasti, je vzdálen 246 kilometrů. Nejbližším městem je Balakovo necelých 70 kilometrů na západ.

## Dějiny
Pugačov vznikl v důsledku výzvy carevny Kateřiny Veliké, která v roce 1762 vyhlásila program osídlování Povolží. Samotný Pugačov byl založen v roce 1764 jako sloboda Mečetnaja (Мечетная) starověrci, kteří se vrátili z Polska.
V roce 1835 se 18. prosince rozhodnutím cara Mikuláše I. stala Mečetnaja městem a zároveň byla přejmenována k jeho poctě na Nikolajevsk.
V roce 1918 bylo 11. listopadu město z iniciativy Vasilija Ivanoviče Čapajeva přejmenováno na Pugačov k poctě Jemeljana Pugačova.